# Ізабель Лакан
Ізабель Лакан (фр. Ysabelle Lacamp; 7 листопада 1954, Нейї-сюр-Сен — 26 червня 2023, Париж) — французька письменниця та акторка.

## Життєпис
Народилася 7 листопада 1954 року у місті Неї-сюр-Сен, департамент О-де-Сен, в родині журналіста і письменника Макса Олів'є-Лакана (1914—1983) та кореянки Пхен-Ю Хен. Вивчала китайську та корейську мови в Школі східних і африканських досліджень у Лондоні та Національному інституті східних мов і цивілізацій у Парижі.
1975 року дебютувала в кіно з невеликою роллю в еротичному фільмі «Еммануель 2» з Сільвією Крістель. 1980 року виконала одну з другорядних ролей у мелодрамі Клода Беррі «Я вас кохаю» з Катрін Денев, Жераром Депардьє та Сержем Генсбуром. 1983 року з'явилася у кримінальному фільмі Жака Дере «Поза законом» з Жаном-Полем Бельмондо у головній ролі. На телебаченні грала у серіалах «Розслідування комісара Мегре», «Останні п'ять хвилин», ситкомі «Марк і Софі», детективному мінісеріалі «Фабіо Монтале» з Аленом Делоном, та інших. Також працювала на дубляжі серіалів «Династія» та «Твін Пікс».
1986 року вийшов її перший роман «Поцілунок дракона».
1987 року дебютувала як співачка, випустивши сингл «Baby Bop». 1989 року записала ще один сингл «Je t'aime, je t'aime». Наступного року вийшов її мініальбом з такою ж назвою.
2003 року нагороджена премією Cabri d'or Севенської академії за роман «Людина без зброї», який вийшов роком раніше у видавництві «Сей».
Починаючи з 2003 року, протягом трьох років працювала ведучою культурної телепрограми «За містом» (фр. Hors la ville) на каналі France 3.
Ізабель Лакан померла 26 червня 2023 року у Парижі від раку в 68-річному віці. Прах після кремації захоронено в родинному склепі на цвинтарі міста Монобле у департаменті Гар.

## Фільмографія
| Рік       |    | Українська назва                               | Оригінальна назва                                             | Роль                                      |
| --------- | -- | ---------------------------------------------- | ------------------------------------------------------------- | ----------------------------------------- |
| 1976      | ф  | Еммануель 2                                    | Emmanuelle: L’antivierge                                      | епізод                                    |
| 1976      | ф  | Сад катувань                                   | Le jardin des supplices                                       | Анні                                      |
| 1977      | ф  | Дора і чарівний ліхтар                         | Dora et la lanterne magique                                   | епізод                                    |
| 1980      | ф  | Я вас кохаю                                    | Je vous aime                                                  | Дороті                                    |
| 1980      | ф  | Пригоди Гідеона Фюте                           | Les aventures de Guidon Fûté                                  | Ізабель                                   |
| 1980      | с  | Сінема 16                                      | Cinéna 16                                                     | дівчина з обкладинки                      |
| 1980—1981 | с  | Сюзі                                           | Susi                                                          | Йоко                                      |
| 1980      | с  | Облава                                         | La traque                                                     | супутниця судді                           |
| 1981      | ф  | Мадам Клод 2                                   | Madame Claude 2                                               | банкірша з Гонконгу                       |
| 1982      | с  | Дуже дивний бізнес                             | De bien étranges affaires                                     | Ельвіра                                   |
| 1982      | кф | Точка води                                     | Le point d’eau                                                | -                                         |
| 1983      | ф  | Поза законом                                   | Le marginal                                                   | Лівія, повія                              |
| 1983      | ф  | Прощавайте, шарфи                              | Adieu foulards                                                | Мішель                                    |
| 1983      | с  | Розслідування комісара Мегре: Мегре гнівається | Les Enquêtes du commissaire Maigret: La Colère de Maigret     | Кім, повія                                |
| 1983—1988 | с  | Останні п'ять хвилин                           | Les Cinq Dernières Minutes                                    | асистентка Бернара / Кіоко / Марта Драмон |
| 1984      | ф  | Любе серце                                     | Le joli coeur                                                 | дівчина з телескопом                      |
| 1984      | ф  | Альдо і Малюк                                  | Aldo et Junior                                                | управляюча рестораном                     |
| 1985      | ф  | Пекельний поїзд                                | Train d’enfer                                                 | епізод                                    |
| 1987      | тф | Удачі, месьє Пік!                              | Bonne chance monsieur Pic!                                    | рекрутер                                  |
| 1987      | с  | Розслідування комісара Мегре: Мегре у міністра | Les Enquêtes du commissaire Maigret: Maigret chez le ministre | Бланш                                     |
| 1987      | с  | Марк і Софі                                    | Marc et Sophie                                                | мадемуазель Дюбуа-Дютрон                  |
| 1988      | тф | Мармурове серце                                | Un coeur de marbre                                            | Жіслейн                                   |
| 1989      | ф  | Не плач, моє кохання                           | Pleure pas my love                                            | Анна Ешенбреннер                          |
| 1990      | ф  | Вогонь, крига та динаміт                       | Feuer, Eis & Dynamit                                          | Лі-Фан                                    |
| 1990      | с  | Блакитна кров                                  | Blaues Blunt                                                  | Лінг                                      |
| 1991      | ф  | Плем'я                                         | La tribu                                                      | Тран                                      |
| 2001      | с  | Фабіо Монтале                                  | Fabio Montale                                                 | Ан Хоа Фабрики                            |

### Дубляж
- 1981—1989 — Династія (телесеріал) (англ. Dynasty) — Аманда Керрінгтон (роль Кетрін Оксенберг і Карен Келліні)
- 1990 — Твін Пікс (телесеріал) (англ. Twin Peaks) — Джозі Пекард (роль Джоан Чень)
- 1991 — Команда рятувальників Капітана Планети (мультсеріал) (англ. Captain Planet and the Planeteers) — Гі